# Lasaia agesilas
Lasaia agesilas, conhecida como safira cintilante, é uma espécie de borboleta Lasaia da família Riodinidae que é nativa da América Central e do norte da América do Sul. É encontrada da Costa Rica, Panamá, Venezuela, Trinidad, Colômbia, Equador, Peru, Bolívia, Guiana Britânica à Amazônia brasileira.

## Subespécies
- L. a. agesilas (Costa Rica, Panama, Venezuela, Trinidad, Colombia, Ecuador, Peru, Bolívia, Guiana Britânica, Brasil: Amazonas)
- L. a. esmeralda Clench, 1972 (Paraguay, Brasil: Santa Catarina, São Paulo, Paraná)
- L. a. callaina Clench, 1972 (Mexico, Guatemala, El Salvador, Honduras, Costa Rica)